# Foglie secche. Esperienze e memorie di un vecchio prete
Foglie secche. Esperienze e memorie di un vecchio prete è un libro scritto dal cardinale Celso Costantini.
In questo libro, nato come un diario, il cardinale racconta la sua vita fino al 1922 soffermandosi in particolar modo sulle sue esperienze durante la prima guerra mondiale, la vita ad Aquileia, e la sua missione come amministratore apostolico a Fiume negli anni dell'impresa di Gabriele D'Annunzio.

## Edizioni
- Celso Costantini, Foglie secche. Esperienze e memorie di un vecchio prete, Roma, Tipografia Artistica, 1948.
- Celso Costantini, Foglie secche, a cura di Bruno Fabio Pighin, Venezia, Marcianum Press, 2013, ISBN 978-88-6512-172-6.